# Kim Min-seok
Kim Min-seok (coreano: 김민석; Yeongdeungpo, 29 de mayo de 1964) es un activista y político surcoreano que se desempeña como primer ministro de Corea del Sur desde el 7 de julio de 2025, también ejerció como miembro de la Asamblea Nacional por el segundo distrito electoral de Yeongdeungpo de 2020 a 2025, anteriormente, ocupó ese mismo escaño de 1996 a 2002.
Nacido en Yeongdeungpo, Seúl. Se convirtió en un activista, fue detenido por ocupar el Centro Cultural Americano en Seúl. Incursionó en política, fue elegido para la Asamblea Nacional en las elecciones de 1996. Fue una de las estrellas en ascenso de los liberales surcoreanos, compitió como alcalde de Seúl en las elecciones locales de 2002, pero perdió ante Lee Myung-bak, quien más tarde se convirtió en presidente de la República. Retornó a la política hasta su elección como asambleísta, nuevamente por el distrito de Yeongdeungpo en las elecciones de 2020.

## Primeros años de vida
Kim Min-seok nació en Seúl en 1964, el menor de tres hijos Hijo de Kim Joo-wan y Kim Choon-ok. Su hermano mayoor, Kim Min-woong, es el pastor de la Iglesia Gillbott en River Edge, Nueva Jersey, Estados Unidos. Su segundo hermano mayoor, Kim Min-hwa, murió en 1987 debido a un accidente de tráfico.
Asistió a la escuela secundaria Soongsil y estudió sociología en la Universidad Nacional de Seúl. En 1982, su hermano Kim Min-woong fue a los Estados Unidos para estudiar ciencias políticas en la Universidad de Delaware, pero pronto cambió de opinión y se convirtió en pastor. Sin embargo, lideró un movimiento de reunificación allí y por lo tanto no pudo regresar a Corea del Sur hasta 2002 debido a la violación de la Ley de Seguridad Nacional. Tres años después, Kim Min-seok fue elegido presidente del Consejo Estudiantil de su universidad, pero fue sentenciado a 5 años y 6 meses de prisión por liderar el caso de ocupación del Centro Cultural Americano. Fue liberado el 27 de febrero de 1988 tras ser indultado por el recién elegido presidente Roh Tae-woo. Tras su detención, su madre, Kim Choon-ok, creó el Consejo para el Movimiento de Familias para la Realización de la Democracia, una organización prodemocracia. La Sra. Kim visitó a su hijo mayoor en 1999, pero hasta entonces no pudo asistir porque la Embajada de los Estados Unidos rechazó su solicitud de visa debido a la carrera activista de su hijo menor.

## Política

### Primeros años
Kim comenzó su carrera política en 1990 cuando se unió al Partido Demócrata, conocido como los Pequeños Demócratas, liderado por Lee Ki-taek. Por lo tanto, no compartió el mismo partido con Kim Dae-jung, quien dirigía el Partido Democrático de la Paz (PDP) en ese momento, hasta que tanto el PDP como los Pequeños Demócratas se fusionaron y se refundaron como el Partido Demócrata en 1991.
Antes de las elecciones de 1992, Kim fue nominado como candidato demócrata para el segundo distrito electoral de Yeongdeungpo, pero perdió ante el candidato del DLP por un margen de 260 votos.
Tras la derrota, Kim se trasladó a Estados Unidos para obtener dos maestrías: una en política internacional en la Universidad de Columbia y la otra en administración pública en la Escuela de Gobierno John F. Kennedy de la Universidad de Harvard. Regresó a Corea del Sur antes de las elecciones locales de 1995, donde ayudó al candidato de su partido para la alcaldía de Seúl, Cho Soon.

### Carrera Parlamentaria
En las elecciones de 1996, Kim fue nominado como candidato del Congreso Nacional para Nueva Política (NCNP) para Yeongdeungpo 2 y se enfrentó a Choi Young-han, actor, locutor y candidato del gobernante Partido de la Nueva Corea (NKP). Derrotó con éxito al famoso actor; con sólo 32 años, era el diputado más joven y el candidato de la oposición que recibió el mayoor número de votos en Seúl.
Kim fue reelegido en las elecciones de 2000, pero su MDP y su socio de coalición, la Alianza de Demócratas Liberales (ALDE), no lograron la mayooría. Sin embargo, el 17 de mayoo de 2000, él y otros parlamentarios provocaron una controversia debido al incidente de Millennial NHK, cuando fueron a un bar de karaoke llamado Millennial NHK después de la ceremonia conmemorativa de la víspera del Levantamiento de Gwangju. También fue criticado a finales de año cuando denunció al ala minoritaria del partido y apoyó al ala mayooritaria en la reforma del partido.

### Elecciones a la alcaldía de 2002
Kim se enfrentó al candidato del GNP, Lee Myung-bak, quien más tarde se convirtió en presidente. A pesar de la ventaja inicial, muchas encuestas mostraron que el apoyo entre los dos candidatos estaba muy igualado. Cuando comenzó oficialmente la campaña, algunos partidarios se preocuparon de que Kim perdiera frente a Lee debido a la baja participación. El 13 de junio, en medio de la Copa Mundial de la FIFA 2002 y el escándalo de corrupción de los hijos del presidente, Kim solo obtuvo el 43,02% y quedó detrás de Lee (52,28%). Su circunscripción, a la que renunció para participar en las elecciones a la alcaldía, fue tomada por el candidato del GNP, Kwon Young-se.

### Caída
El 17 de octubre de 2002, Kim anunció su salida del MDP y su participación en el Consejo para un Candidato de Unidad, donde sus miembros habían retirado su apoyo al candidato del MDP Roh Moo-hyun y respaldado al candidato de Unidad Nacional 21 Chung Mong-joon. Su decisión fue duramente criticada en público y compañeros de partido.
Desde entonces su carrera política decayó y no pudo resurgir. En las elecciones de 2004, Kim se postuló para Yeongdeungpo 1 y regresó como diputado, pero en medio del impeachment del presidente Roh Moo-hyun, el apoyo al MDP se desplomó. Kim también llegó detrás de Goh Jin-hwa y Kim Myung-seop. Poco después de un mes, fue arrestado por una acusación de corrupción que había provocado durante las elecciones locales de 2002. Fue condenado a ocho meses de prisión con suspensión de la ejecución durante cuatro años. Debido a esto, su candidatura para las elecciones de 2008 fue rechazada por el Partido Democrático Unido (UDP).   A pesar de su elección como vicepresidente en las elecciones de liderazgo del 6 de julio,  fue arrestado nuevamente a finales de año por acusaciones de corrupción. En mayoo de 2010, se presentó a la preselección demócrata para la alcaldía de Busan mientras estaba en medio de un juicio, pero fue derrotado por Kim Chŏng-gil. Tres meses después, fue sentenciado a una multa de 6 millones de wones (alrededor de 6.000 dólares estadounidenses) y se le prohibió ejercer la política durante cinco años.
En 2014, Kim se unió como consultor del recién formado Partido Demócrata, conocido como Demócratas Extraparlamentarios, también conocido como Demócratas (K). El 30 de enero de 2016, fue elegido copresidente del partido, junto con el exgobernador de Jeolla del Sur, Park Joon-young. En las elecciones de 2016, ocupó el segundo lugar en la lista de su partido pero no fue elegido porque el partido no superó el umbral del 3%. En septiembre, el partido anunció su fusión con el Partido Democrático de Corea (DPK).

### Regreso
El 16 de enero de 2020, Kim declaró su candidatura para Yeongdeungpo en segundo lugar en las elecciones de 2020.

## Vida personal
Kim Min-seok se casó por primera vez con Kim Ja-young, una presentadora de noticias conocida por World Trend Music, a quien conoció en una cafetería en la nueva ala de Korean Broadcasting System (KBS) en junio de 1992. La pareja se casó el 6 de marzo de 1993 y tuvo un hijo y una hija. En marzo de 2015, se informó que ya se habían divorciado en diciembre de 2014.
El 24 de noviembre de 2019, Kim publicó en su Facebook que se volvería a casar el 12 de diciembre. Se volvió a casar con Lee Tae-rin en la Iglesia Shinghil.